# Gemeinde Nessebar

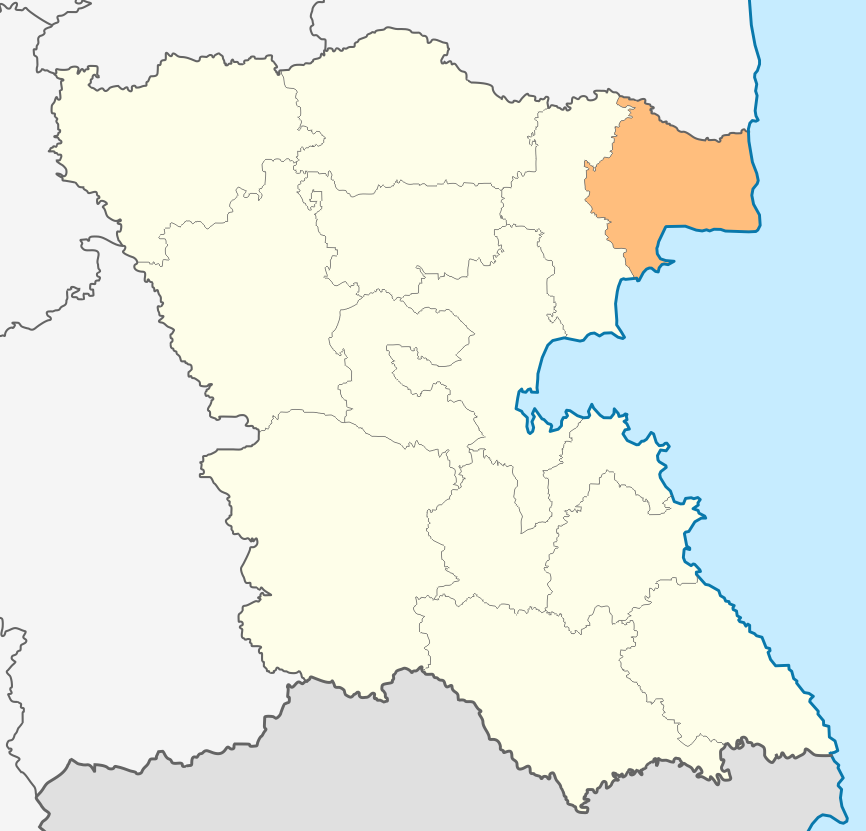
Die Grenzen und Lage der Gemeinde Nessebar in der Oblast Burgas (2010)

Die Gemeinde Nessebar (bulgarisch Община Несебър) ist eine Gemeinde im Osten Bulgariens und gehört zur Oblast Burgas. Gemeindezentrum ist die Hafenstadt Nessebar.

## Lage
Die Gemeinde grenzt im Norden an die Gemeinde Bjala in der Provinz Warna, im Westen an der Gemeinde Pomorie und im Süden und Osten an das Schwarze Meer. Kap Emine bildet den östlichsten Punkt der Gemeinde und des Landes sowie den nördlichsten Punkt der Bucht von Burgas.

## Politik

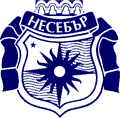
Wappen der Gemeinde Nessebar

### Gemeindeverwaltung
Der Stadtrat von Nessebar besteht aus dem Oberbürgermeister und der von der Gemeindeordnung vorgeschriebenen Anzahl von 21 Stadtratsmitgliedern. Alle vier Jahre wird der Stadtrat neu gewählt, die nächste Wahl ist im Jahr 2015. Die Sitzverteilung des Stadtrats stellt sich seit der letzten Kommunalwahlen am 23. Oktober 2011, mit einer Wahlbeteiligung von 72,78 %, wie folgt dar:
| Partei                                     | Wahlergebnis 2011 | +/-*      | Wählerstimmen | Sitze | +/-* |
| ------------------------------------------ | ----------------- | --------- | ------------- | ----- | ---- |
| More                                       | 30,03 %           | + 11,34 % | 4.012         | 7     | + 2  |
| GERB                                       | 18,69 %           | k. A.     | 2.496         | 5     | + 5  |
| Bulgarische Sozialdemokraten               | 14,41 %           | + 7,56 %  | 1.925         | 4     | (=)  |
| Liberale Union Nessebar                    | 9,10 %            | k. A.     | 1.216         | 2     | + 2  |
| Politischer Klub Thrakien                  | 6,34 %            | k. A.     | 847           | 2     | + 2  |
| Koalition Neuer Anfang und Blaue Koalition | 5,97 %            | k. A.     | 798           | 1     | + 1  |
| (* Veränderung zur Kommunalwahl 2007)      |                   |           |               |       |      |

### Gemeindegliederung
Der Stadtrat fungiert gleichzeitig als Gemeinderat und ist für die Kontrolle aller Bürgermeister der Gemeindeortschaften zuständig. Zur Gemeinde Nessebar (bulg. Община Несебър/Obtschina Nessebar) gehören die Städte Nessebar, Sweti Wlas und Obsor sowie die Dörfer Banja, Gjuljowza, Emona, Kosniza, Koschariza, Orisare, Panizowo, Priselzi, Rawda, Rakowskowo, Tankowo. Die gesamte Gemeinde weist eine Bevölkerung von 28.469 Einwohnern auf.
Der Tourismusort Sonnenstrand befindet sich ebenfalls in der Gemeinde. Es ist der größte Tourismusort des Landes und wird als Nationaler Kurort von der bulgarischen Regierung, der Gemeinde Nessebar und Vertretern der Hotelbesitzer verwaltet.

## Verkehr
Die nächstgelegenen Flughäfen sind Burgas (ca. 25 km) und Varna (ca. 100 km), wobei die Anreise vom letzteren über eine zweispurige Passstraße durch das Balkangebirge erfolgt und bis zu drei Stunden dauern kann. Die Strecke Burgas-Pomorie-Nessebar-Sonnenstrand-Warna erfolgt über die Nationalstraße 1. Ordnung I/9, die Teil der Europastraße 87 ist. Während die Strecke Burgas-Sonnenstrand Stand Juni 2012 größtenteils zweispurig war, war Nessebar-Warna größtenteils einspurig. Die Nationalstraße I/9 ist die Hauptstrecke für die An- und Abfahrt der Touristen in den Gebieten nördlich von Burgas sowie eine wichtige nationale und internationale Verkehrstrasse zwischen Burgas und Warna, bzw. zwischen der bulgarisch-türkischen und der bulgarisch-rumänischen Grenze. Eine vierspurige Schnellstraße, welche Nessebar mit Burgas verbinden soll, befand sich in Bau und sollte 2013 fertiggestellt werden. Ferner ist der Bau der Schwarzmeerautobahn A4 geplant.
Die Gemeindeorte sind nicht an das bulgarische Schienennetz angeschlossen. Der nächstgelegene Bahnhof befindet sich in Burgas (→Verkehr in Burgas), gegenüber dem Busbahnhof Süd (Awtogara jug).
Die in den 1970er und 80er regelmäßig zwischen Sosopol, Burgas, Nessebar, Warna und Istanbul verkehrende Schnellbootfähre, mit einem Tragflächenboot sowjetischer Bauart Raketa, wurde Anfang der 1990er – als nach der Wende in Bulgarien Wirtschaft und Tourismus darniederlagen – aus finanziellen Gründen eingestellt, und 2012 mit zwei Tragflügelbooten, die täglich zwischen Sozopol, Nessebar und Warna verkehren, wieder aufgenommen.
Der Hafen Nessebar ist der größte in der Gemeinde und wird regelmäßig von Passagierschiffen angefahren. Weitere kleinere Häfen, vor allem Yachthäfen befinden sich in Sweti Wlas und Obsor.

## Sehenswürdigkeiten

### Museen
- Archäologisches Museum Nessebar
- Ethnografisches Museum Nessebar

### Architektur
- Frühbyzantinische Thermen in Nessebar
- Haus von Muskojani in Nessebar
- Haus von Kapitän Pawel in Nessebar
- Haus von Skulew in Nessebar
- Uhrturm von Obsor

Kirchen
- Alte Metropolitenkirche in Nessebar aus dem 5./6. Jahrhundert
- Basilika am Meer in Nessebar aus der zweiten Hälfte des 6. Jahrhunderts
- Johannes Aliturgetos Kirche in Nessebar, aus der Mitte des 14. Jahrhunderts
- Sweta Petka Kirche in Nessebar aus dem Jahr 1236
- Erzengel Michael Kirche in Nessebar
- Theodoros Kirche in Nessebar
- Hl. Paraskeva in Nessebar
- Erzengelkirche Michael und Gabriel in Nessebar
- Hl. Spas (Erlöserkirche) in Nessebar, aus dem 17. Jahrhundert
- Christos Pantokrator Kirche in Nessebar aus dem 13./14. Jahrhundert
- Sweti Stefan Kirche, auch Neue Metropolitenkirche genannt, aus dem 14. Jahrhundert, in Nessebar
- Sophienkirche in Nessebar
- Hl. Mutter Gottes in Nessebar
- Johannes der Täufer in Obsor, aus dem Jahr 1905
- Johannes der Täufer in Rawda, aus dem Jahr 1884
- Hl. Paraskeva in Orisare, aus dem Jahr 1869
- Hl. Paraskeva in Tankowo, aus dem Jahr 2005
- Hl. Dreifaltigkeit in Panizowo, aus dem Jahr 2010
- Hl. Athanasius der Große in Sweti Wlas, aus dem Jahr 1866
- Hl. Wlas in Sweti Wlas, aus dem Jahr 2010
- Kapelle Hl. Konstantin und Helena in Rakowskowo, aus dem Jahr 2002
- Kapelle Hl. Dimitar in Priselzi, aus dem Jahr 2001

Festungen und Erdwälle
- Festungsmauer von Nessebar
- Festung Kozjak bei Obsor
- Festung Heliopolis bei Obsor
- Festung Gjuljowza
- Festung Aristeum bei Emona
- Festung Panizowo
- Festung Germe bei Priselzi
- Festung Rakowskowo
- Festung Strolata bei Acheloj
- Festung Chimus bei Acheloj
- Festung Bata
- Festung Gaberowo
- Festung Kableschkowo
- Festung Kazitscheno
- Burg Kozniza
- Wehrmauer bei Obsor
- Wehrmauer bei Panizowo
- Wehrmauer bei Priselzi
- Wehrmauer bei Kazitscheno
- römischer Erdwall bei Obsor
- Erdwall bei Kozniza
- Erdwall bei Kazitscheno

### Natur und Schutzgebiete
- Naturschutzgebiet Irakli
- Naturschutzgebiet Kalinata bei Koschariza
- Naturschutzgebiet Sanddünen bei Rawda
- Kap Emine

Im nördlichen Teil der Gemeinde beginnt der Bergwanderweg Kom–Emine, der entlang des Hauptkamms des Balkangebirges und bis zur serbischen Grenze führt sowie Teil des europäischen Fernwanderweg E3 ist.